# Communauté de communes du canton de Saint-Privat
La communauté de communes du canton de Saint-Privat est une ancienne communauté de communes française, située dans le département de la Corrèze et la région Nouvelle-Aquitaine.
En 2017, elle fusionne pour former la nouvelle communauté de communes Xaintrie Val'Dordogne.

## Composition
Elle regroupe les dix communes du canton de Saint-Privat :
| Nom                     | Code Insee | Gentilé         | Superficie (km2) | Population (dernière pop. légale) | Densité (hab./km2) |
| ----------------------- | ---------- | --------------- | ---------------- | --------------------------------- | ------------------ |
| Saint-Privat (siège)    | 19237      | Saint-Privacois | 32,85            | 1 089 (2014)                      | 33                 |
| Auriac                  | 19014      | Auriacois       | 34,89            | 234 (2014)                        | 6,7                |
| Bassignac-le-Haut       | 19018      | Bassignacois    | 18,37            | 188 (2014)                        | 10                 |
| Darazac                 | 19069      | Darazacois      | 14,55            | 142 (2014)                        | 9,8                |
| Hautefage               | 19091      | Hautefageois    | 24,06            | 310 (2014)                        | 13                 |
| Rilhac-Xaintrie         | 19173      | Rilhacois       | 25,31            | 311 (2014)                        | 12                 |
| Saint-Cirgues-la-Loutre | 19193      | Saint-Cirgois   | 18,41            | 173 (2014)                        | 9,4                |
| Saint-Geniez-ô-Merle    | 19205      |                 | 15,83            | 95 (2014)                         | 6                  |
| Saint-Julien-aux-Bois   | 19214      |                 | 44,09            | 476 (2014)                        | 11                 |
| Servières-le-Château    | 19258      | Servierois      | 24,24            | 649 (2014)                        | 27                 |

## Liste des présidents successifs
| Période                                  | Période  | Identité            | Étiquette | Qualité                                   |
| ---------------------------------------- | -------- | ------------------- | --------- | ----------------------------------------- |
| Les données manquantes sont à compléter. |          |                     |           |                                           |
|                                          |          |                     |           |                                           |
|                                          | 2014     | Pierre Laffaire     | PS        | Maire de Servières-le-Château (2001-2014) |
| 2014                                     | En cours | Jean-Basile Sallard | PS        | Ancien maire de Saint-Privat (2001-2008)  |

## Compétences
- Aménagement de l'espace
- Développement économique
- Action sociale d'intérêt communautaire : personnes âgées, petite enfance
- Gestion des locaux propriété du syndicat immobilier : trésor public, centre de secours